# Betty Everett
Betty Everett (Greenwood, Misisipi, 23 de noviembre de 1939-Beloit, Wisconsin, 19 de agosto de 2001) fue una cantante y pianista estadounidense de soul, mayormente conocida por su sencillo, "The Shoop Shoop Song (It's in His Kiss)".

## Carrera
Everett comenzó tocando el piano y cantando música gospel en la iglesia, a la edad de nueve años. Se mudó a Chicago en 1957 para seguir una carrera en música profana. Grabó en varias pequeñas discográficas locales de Chicago, antes de firmar contrato en 1963 con Calvin Carter, director musical de la discográfica de rápido crecimiento, Vee-Jay Records.
Un primer sencillo no obtuvo éxito, pero su segundo lanzamiento, una versión blues de "You're No Good" (escrita por Clint Ballard, Jr.), no alcanzó por poco el "U.S. top 50". Su siguiente sencillo, "The Shoop Shoop Song (It's in His Kiss)", fue su mayor éxito. Llegó al sexto lugar en el "Billboard Hot 100" y al primero en "Cashbox R&B chart" durante tres semanas.
Sus otros éxitos fueron "I Can't Hear You", "Getting Mighty Crowded", y varios dúos con Jerry Butler, entre ellos "Let It Be Me" que llegó al "US Top 5" en 1964 y fue número 1 en "Cashbox R&B". Luego de 1966 grabó en otros sellos discográficos como Uni, Fantasy, y ABC.
Luego de un año bastante malo con ABC, un lanzamiento con Uni trajo un nuevo éxito en 1969 con "There'll Come A Time", coescrito con el productor y cantante principal del grupo musical The Chi-Lites, Eugene Record. Llegó al número 2 en el listado de R&B de Billboard (y número 26 en "Hot 100") y estuvo entre los primeros lugares en "Cashbox". Sin embargo, la mayor parte de su obra posterior no obtendría el mismo éxito que tuvo con Vee-Jay, a pesar de tener otros hits de R&B como "It's Been A Long Time" y "I Got To Tell Somebody", que la reunió con Calvin Carter en 1970. En 1975 lanza el álbum Happy Endings con arreglos de Gene Page, que incluía un cover de "God Only Knows" de los Beach Boys. Su última grabación se lanzó en 1980, producido por Carter. Ganó los premios BMI Pop Award (1964 y 1991) y el BMI R&B Award (de 1964).
Vivió con su hermana desde los años 1980 hasta su muerte. Residió en Beloit, Wisconsin, donde se involucró con "Fundación Rhythm & Blues" y las iglesias "Fountain of Life" y "New Covenant". En 1989,  su representante en ese momento hizo que Everett llamara la atención de Worldwide TMA, una empresa de consultoría en Chicago bajo la dirección de Steve Arvey y Scott Pollack, antiguo director de "The Chicago Songwriters Association", y comenzaron a trabajar en revivir la carrera musical de Everett.
En 1990, su canción más conocida, "The Shoop Shoop Song (It's in His Kiss)" fue usada en la película Mermaids, grabada por la protagonista principal de la película, Cher. Llegó al primer lugar en el Reino Unido y alcanzó buenas posiciones en Europa. 
Everett hizo un trato con una compañía independiente en los Estados Unidos (Trumpet Records-unreleased) y un nuevo sencillo "Don't Cry Now" fue grabado, firmado por Larry Weiss. Luego fue contratada para aparecer en el Festival de Blues de Chicago en 1991, que fue transmitida por más de 400 estaciones de radio. Más tarde ese año, tenía arreglados dos conciertos en octubre, uno de ellos en el Trump's Taj Mahal en Atlantic City, y el otro en el Teatro Griego de Los Ángeles. Sin embargo, Everett declinó realizar los shows comprometidos por razones de salud.
Fue listada en el Salón de la Fama de la Fundación de Rhythm and Blues en 1996 y, alrededor de cuatro años después, hizo su última aparición pública en el programa especial de PBS "Doo Wop 51", junto a su antiguo compañero artístico, Jerry Butler. 
Murió en su casa de Beloit el 19 de agosto de 2001 a los 61 años de edad, por un Infarto

## Discografía

### Álbumes
- 1962: Betty Everett & Ketty Lester (con Ketty Lester)
- 1963: You're No Good (relanzado en 1964 como It's in His Kiss)[1]- Vee Jay
- 1964: Delicious Together (con Jerry Butler) - Vee Jay
- 1965: The Very Best of Betty Everett  -  Vee Jay
- 1968: I Need You So - UA/Sunset  (relanzamiento)
- 1969: There'll Come a Time  - Uni
- 1970: Betty Everett Starring
- 1974: Love Rhymes   - Fantasy
- 1975: Happy Endings  - Fantasy

### Compilaciones
- 1964: The Very Best of Betty Everett
- 1969: Betty Everett and the Impressions (con The Impressions)
- 1993: The Shoop Shoop Song
- 1995: The Fantasy Years
- 1998: Best of Betty Everett: Let It Be Me
- 2000: The Shoop Shoop Song (It's in His Kiss)"

### Sencillos
- 1963: "The Prince of Players"
- 1963: "You're No Good" (US #51)
- 1964: "The Shoop Shoop Song (It's in His Kiss)" (US #6)(UK#31)
- 1964: "I Can't Hear You" (US #66)
- 1964: "Let It Be Me" (dúo con Jerry Butler) (US #5)
- 1965: "Getting Mighty Crowded" (US #65)(UK #20)
- 1965: "Smile" (dúo con Jerry Butler) (US #42)
- 1965: "I'm Gonna Be Ready"  (US Cashbox R&B #41)
- 1969: "There'll Come a Time" (US #26, US R&B #2)
- 1969: "I Can't Say No to You" (US #78, US R&B #29)
- 1969: "It's Been a Long Time" (US #96, US R&B #17)
- 1970: "Unlucky Girl" (US R&B #46)
- 1970: "I Got to Tell Somebody" (US #96, US R&B #22)
- 1971: "Ain't Nothing Gonna Change Me" (US R&B #32)
- 1973: "Danger" (US R&B #79)
- 1974: "Sweet Dan" (US R&B #38)
- 1980: "Hungry for You"